# Beitar Tel Aviv FC
El Beitar Tel Aviv FC (Hebreu: מועדון כדורגל בית"ר תל אביב) fou un club de futbol israelià de la ciutat de Tel-Aviv.

## Història
El club va ser fundat el 1934. Durant la dècada dels quaranta visqué el seu millor moment, guanyant dues copes els anys 1940 i 1942. A més, l'any 1945 guanyà la lliga israeliana de la zona nord. L'any 2000 es fusionà amb el Shimshon Tel Aviv creant el Beitar Shimshon Tel Aviv, i el 2011 es desfeu la fusió amb Shimshon i unint-se amb Ironi Ramla creant Beitar Tel Aviv Ramla.

## Palmarès
- Lliga israeliana de futbol: 
  - 1944-45 (campionat regional nord)

- Copa israeliana de futbol: 
  - 1939-40, 1941-42